# Бутлег
Бутле́г (англ. bootleg) — аудио- и видеозаписи, составленные и распространяемые без разрешения правообладателя. Выражение происходит от жаргонного названия подпольной торговли спиртными напитками во времена «сухого закона» в США в 1920-х — 1930-х гг.
Бутлег следует отличать от пиратских копий — несанкционированных копий легально выпущенной продукции.
Часто бутлеги являются нелегальными изданиями, однако некоторые музыкальные коллективы разрешают, например, некоммерческое распространение своих концертных записей или любительских ремиксов. Это привело к тому, что коллекционеры легально обмениваются копиями таких бутлегов по почте (сперва на аудиокассетах, затем на CD-R, DVD-R) и через Интернет.
Одним из первых известных бутлегов считается двойной альбом 1969 года, известный как «The Great White Wonder», на котором представлены фрагменты совместных студийных сессий Боба Дилана и группы The Band. Личности его издателей скрыты за именами Ken и Dub. Популярность бутлега вынудила лейбл Columbia Records в 1975 году официально издать эту запись под названием «Basement Tapes» («записи из подвала»).

## Виды бутлегов
- Концертные записи. По способу произведения записи различают более качественную запись с микшерного пульта («soundboard») и, зачастую менее качественную, запись, сделанную в зале на один микрофон с помощью портативного записывающего устройства («audience»). В 1990-х годах, когда стали широко распространены и доступны портативные устройства для звукозаписи (мини-диск, DAT), позволяющие сделать относительно качественную запись на небольшой (и не бросающийся в глаза) микрофон, существенно возросло количество бутлегов такого рода.
- Записи музыкальных радиопрограмм или телепрограмм.
  - Студийные сессии и ауттейки (англ. outtake) (песни или версии песен, не попавшие на номерные издания).
- Неофициальные сборники материала, ранее издававшегося на альбомах (например, серия «Архив популярной музыки»[1]).
- Записи других исполнителей или проектов, выдаваемые за альбом какого-либо исполнителя. Возможны два варианта:
  1. Сторонний альбом, представленный как альбом исполнителя. Примеры — альбом «Tibet» проекта Waterbone, представленный как новый релиз Deep Forest с названием «Waterbone Tibet»; альбом голландского проекта Erotic Dreams — «Temple of Love» (1998), в 2005 году выпущенный пиратами как новый альбом проекта Enigma — «Erotic Dreams». В таких случаях исходный материал издаётся без всяких изменений, пираты лишь меняют обложку и, в некоторых случаях, названия треков. Бывает, доходит до абсурда, как, например, альбом шведской группы Tribal Ink, изданный пиратами как альбом Linkin Park — Erection. Пиратский «альбом Prodigy» Castbreeder — на самом деле компиляция треков из разных альбомов коллективов Junkie XL и Lunatic Calm.[источник не указан 2325 дней]
  2. «Новый альбом» компилируется из треков самых различных исполнителей. Треки не только получают новые названия (как, например, в распространённом бутлеге проекта Era — «Infinity»), но и подвергаются существенным изменениям: на них накладывают посторонние семплы, их разрезают, и сводят в единое произведение части разных композиций. Самый известный бутлег такого типа — альбом «Metamorphosis»[2], введший в заблуждение сотни тысяч слушателей, ожидавших релиз четвёртого альбома проекта Enigma. Ещё один известный пример — альбом Blackmore’s Kingdom, который пираты выдавали за новый альбом группы Blackmore's Night. На самом деле диск содержал всего три инструментальных композиции Ричи Блэкмора, все остальные треки были взяты с альбомов Грега Джоя и Стива Тильсона[3].